# Grècia Occidental
La Grècia Occidental (en grec Δυτικής Ελλάδος, Ditikís El·lados) és una de les tretze perifèries o regions de Grècia. Està situada a l'oest del país. La seva capital és Patres.